# Bilderbergconferentie 1957 (1)

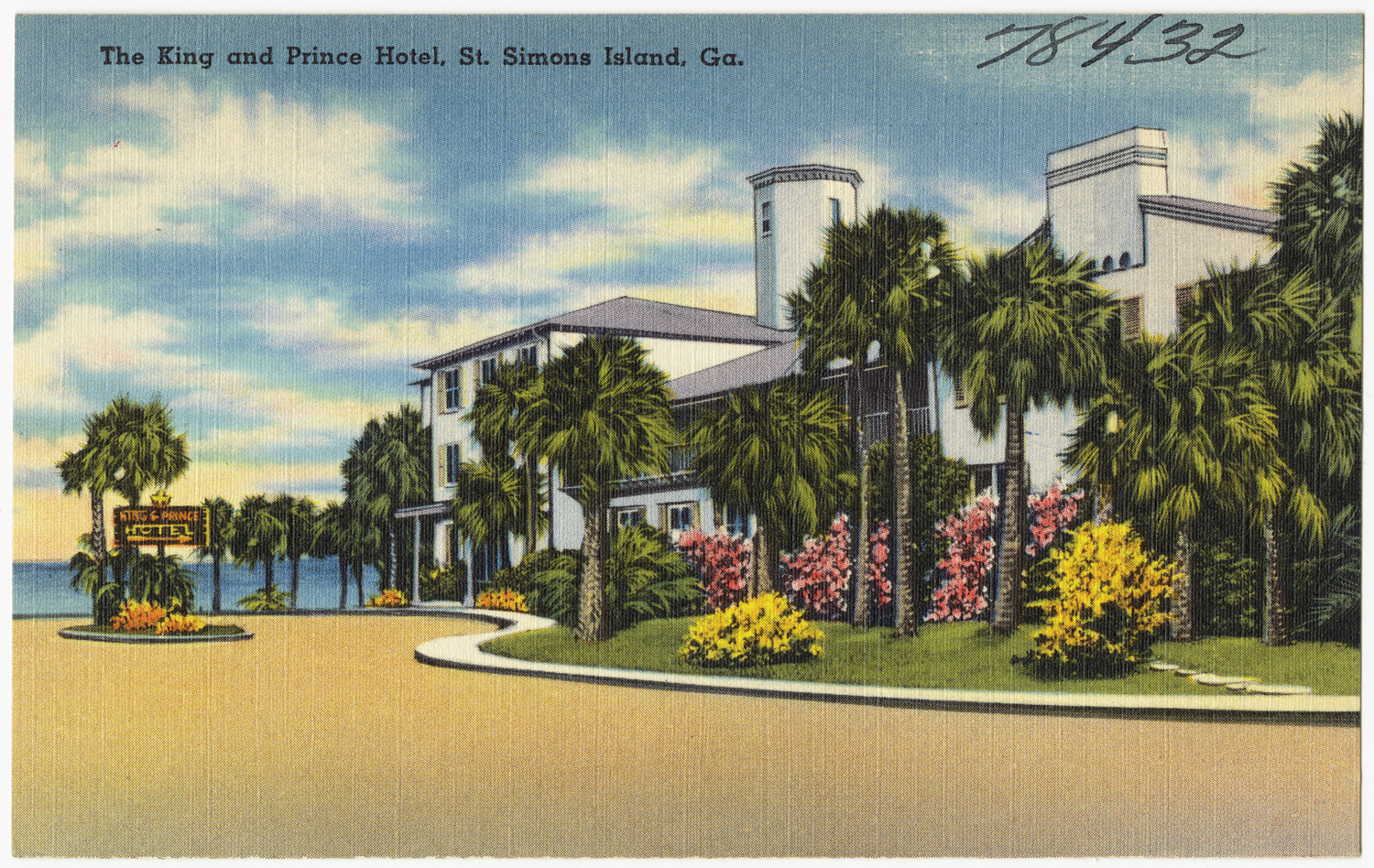
Het King and Prince Hotel

De eerste Bilderbergconferentie van 1957 werd gehouden van 15 t/m 17 februari 1957 in het King and Prince Hotel op St. Simons Island, Georgia, Verenigde Staten. Vermeld zijn de officiële agenda indien bekend, alsmede namen van deelnemers indien bekend. Achter de naam van de opgenomen deelnemers staat de hoofdfunctie die ze op het moment van uitnodiging uitoefenden.

## Agenda
- Nationalism and neutralism as disruptive factors inside Western Alliances (Nationalisme en neutralisme als storende factoren binnen Westerse Allianties)
- The Middle East (Het Midden-Oosten)
- The European policy of the Alliance, with special reference to the problems of Eastern Europe, German reunification, and military strategy. (Het Europese beleid van de Alliantie met speciale aandacht voor Oost-Europa, de Duitse hereniging en militaire strategie.)

## Deelnemers
- Nederland - Prins Bernhard, prins-gemaal, voorzitter
- Polen - J.H. Retinger, Pools zaakgelastigde in Rusland, 1941
- Verenigde Staten - Joseph E. Johnson, president van de Carnegie Endowment for International Peace
- Verenigd Koninkrijk - Hon. F.D.L. Astor, redacteur bij The Observer
- Verenigde Staten - G.W. Ball, advocaat bij Cleary, Gottlieb, Friendly and Ball
- Duitsland - Fritz Berg, voorzitter van het Bundesverband der Deutschen Industrie (BDI)
- Turkije - M. Nuri Birgi, secretaris-generaal, ministerie van buitenlandse zaken
- Verenigde Staten - Eugene R. Black, president van de International Bank for Reconstruction and Development
- Verenigde Staten - Robert R. Bowie, assistent Secretary of State voor Policy Planning
- Verenigde Staten - McGeorge Bundy, Decaan van de faculteit Arts and Sciences, aan de Harvard-universiteit
- Denemarken - Hakon Christianson, voorzitter East Asiatic Company (EAC)
- Verenigde Staten - Walker Cisler, President van het Atomic Industrial Forum
- Frankrijk - Pierre Commin, secretaris van de Socialistische Partij
- Verenigde Staten - B.D. Cooke, directeur van de Dominion Insurance Company
- Verenigde Staten - Arthur H. Dean, zakenpartner van John Foster Dulles, voorheen van Sullivan & Cromwell
- Frankrijk - Jean de la Garde, Franse ambassadeur in Mexico
- Verenigde Staten - Thomas E. Dewey, advocaat, voormalig gouverneur van New York
- Verenigd Koninkrijk - Sir William Eddlitt, Air Chief Marshal van het Royal Institute
- Duitsland - Fritz Erler, socialistisch parlementslid
- Verenigde Staten - John Ferguson, advocaat bij Cleary, Gottlieb, Friendly and Ball
- Verenigde Staten - Lincoln Gordon, Professor, consultant van de "Three Wise Men" van de NAVO
- Verenigd Koninkrijk - Sir Colin Gubbins, Industrieel bij Lawrence R. Hafstead, Technisch adviseur Technical Adviseur bij de United States Atomic Energy Commission
- Noorwegen - Jens Christian Hauge, socialistisch parlementslid
- Verenigde Staten - Brooks Hays, United States House Committee on Foreign Affairs
- Verenigd Koninkrijk - Denis Healey, liberaal parlementslid (later Minister van Defensie)
- Canada - Arnold D.P. Heeney, Canadees ambassadeur in de VS.
- Verenigde Staten - Michael A. Heilperin, Econoom
- Verenigde Staten - Henry J. Heinz, President, H.J. Heinz Company
- Noorwegen - Leif Hoegh, Bankier
- Verenigde Staten - Paul G. Hoffman, voormalig directeur E.C.A., VN gezant.
- Verenigde Staten - C.D. Jackson, President van Time Inc., voormalig Special Assistant to the President
- Verenigde Staten - Wm. H. Jackson, voormalig Special Assistant to the President
- Zweden - Per Jacobsson, directeur van het IMF
- Verenigde Staten - Georg Kurt Kiesinger, directeur speciaalstudies van de Rockefeller Foundation
- Nederland - Pieter Lieftinck, directeur van het IMF
- Italië - Imbriani Longo, directeur-generaal van de Banco Nazionale del lavoro
- Canada - Paul Martin, minister van volksgezondheid
- Verenigde Staten - David J. Mcdonald, president van United Steelworkers
- Verenigde Staten - Geo. C. McGhee, directeur van het Middle East Institute
- Verenigde Staten - Ralph E. McGill, redacteur bij Atlanta Constitution
- Duitsland - Alex W. Menne, president van hetVerband der Chemischen Industrie e.V.
- Duitsland - Rudolf Müller, advocaat
- Verenigde Staten - Robert Murphy, Deputy-Under-Secretary of State
- Verenigde Staten - Frank C. Nash, advocaat, Former Assistant Secretary of Defense
- Verenigde Staten - Geo. Nebolsine, advocaat, Coudert Bros
- Verenigde Staten - Paul H. Nitze, Voormalig directeur, Policy Planning, State Department
- Verenigde Staten - Morehead Patterson, Deputy Commissioner of Disarmament
- Verenigde Staten - Don K. Price, Vice-President, Russian Institute, Columbia University
- Verenigde Staten - David Rockefeller, Chairman of the Board, Chase National Bank
- Nederland - Paul Rijkens, president Unilever
- Nederland - J.H. van Roijen, ambassadeur in de VS
- Verenigde Staten - Dean Rusk, President, Rockefeller Foundation
- Verenigd Koninkrijk - J.L.S. Steele, Voorzitter, British International Chamber of Commerce
- Duitsland - Terkel M. Terkelson, redacteur
- Verenigde Staten - John M. Vorys, Member, Foreign Affairs Committee
- Verenigde Staten - Fraser B. Wilde, Comm. on Economic Development
- Duitsland - Otto Wolff von Amerongen, Partner, Otto Wolff
- Verenigde Staten - W.T. Wren, Voorzitter, Allied Iron Founders
- België - Paul van Zeeland, Financier, voormalig premier van België

1954 ·
1955 (1) ·
1955 (2) ·
1956 ·
1957 (1) ·
1957 (2) ·
1958 ·
1959 ·
1960 ·
1961 ·
1962 ·
1963 ·
1964 ·
1965 ·
1966 ·
1967 ·
1968 ·
1969 ·
1970 ·
1971 ·
1972 ·
1973 ·
1974 ·
1975 ·
(1976) ·
1977 ·
1978 ·
1979 ·
1980 ·
1981 ·
1982 ·
1983 ·
1984 ·
1985 ·
1986 ·
1987 ·
1988 ·
1989 ·
1990 ·
1991 ·
1992 ·
1993 ·
1994 ·
1995 ·
1996 ·
1997 ·
1998 ·
1999 ·
2000 ·
2001 ·
2002 ·
2003 ·
2004 ·
2005 ·
2006 ·
2007 ·
2008 ·
2009 ·
2010 ·
2011 ·
2012 ·
2013 ·
2014 ·
2015 ·
2016 ·
2017 ·
2018 ·
2019 ·
2020 ·
2021 ·
2022 ·
2023